# Jesús Sánchez Adalid
Jesús Sánchez Adalid (Don Benito, luglio 1962) è uno scrittore spagnolo.

## Vita
Ha passato la sua infanzia e gioventù a Villanueva de la Serena (Badajoz). 
Si è laureato in Diritto presso l'Universidad de Extremadura e ha ultimato gli studi di dottorato presso l'Universidad Complutense di Madrid. Ha lavorato come giudice per due anni, dopo di che ha studiato Filosofia e Teologia. Inoltre, è laureato in Diritto Canonico presso l'Universidad Pontificia di Salamanca. 
Sacerdote cattolico, attualmente esercita il suo ministero a Merida, come parroco della Parrocchia di San José e come delegato episcopale della Pastoral Universitaria.
Inoltre, è professore di Etica nel Centro Universitario Santa Ana, affiliato all'Universidad de Extremadura.
Nominato accademico dalla Real Academia de las Artes y las Letras de Extremadura, oggi dirige la biblioteca di tale istituto. 

## Carriera
È considerato uno scrittore versatile e originale, che ha collegato un ampio pubblico di lettori all'intensità delle esperienze e agli emozionanti viaggi intrapresi dai suoi personaggi, veri percorsi spirituali in cui vanno alla ricerca della propria verità interiore.
Ha pubblicato con successo La luz del Oriente, El Mozárabe, Félix de Lusitania, La Tierra sin Mal, El Cautivo, La Sublime Puerta, En compañía del sol, El caballero de Alcántara, Los milagros del vino, Galeón, Alcazaba, El camino mozárabe, Treinta doblones de oro, Y de repente Teresa, La Mediadora y En Tiempos del Papa Sirio.
Nel 2007, ha vinto il premio Fernando Lara per il suo romanzo El alma de la ciudad, nel 2012 il Premio Alfonso X el Sabio de Novela Histórica per Alcazaba, nel 2014 il Premio Troa de Literaturta con Valores, e nel 2015 il Premio Abogados de Novela convocato dal Consejo General y la Mutualidad de la Abogacía Española per il suo romanzo La mediadora.
Nel 2013 è stato vincitore del Premio Internacional de Novela Histórica Ciudad de Zaragoza, il premio “Diálogo de culturas 2013” e il Premio Hispanidad 2013.
Il suo romanzo Trenta doblones de oro ha ottenuto nel 2014 il III Premio Troa de Literatura con Valores, per la sua qualità letteraria e i valori umani che racchiude. 
Ad Estremadura è stato premiato con la Medalla de Extremadura, il premio Extremeños de Hoy, i premi di cultura Grada y Avuelapluma e gli istituti scolastici della regione, nei quali si leggono ampiamente le sue opere, lo hanno premiato nel 2009 con il premio Más de 2016 lectores. 
Attualmente i suoi romanzi sono pubblicati e diffusi in tutta l'America Latina e tradotte e pubblicate in Portogallo, Grecia, Olanda, Polonia, Ungheria e prossimamente in Italia, Francia, Germania e Turchia.
Sánchez Adalid collabora con Radio Nacional, con il giornale Hoy e con le riviste “National Geografic Historia”, "La aventura de la Historia”, “Marca Extremadura” e “Vida nueva”. Partecipa anche a documentari del prestigioso “Canal Historia”.
La sua ampia e originale opera letteraria è riuscita ad arrivare ad un gran numero di lettori, grazie alla veridicità dei suoi argomenti e all'intensità delle sue descrizioni, basate sull'osservazione e la documentazione. I suoi romanzi costituiscono una penetrante riflessione sulle relazioni umane, sulla libertà individuale, l'amore, il potere e la ricerca della verità. 
Viene frequentemente invitato alle fiere del libro in Spagna e all'estero: Cile, Messico, Argentina, Grecia, Olanda, Bruxelles, ecc. 
I lavori di Sánchez Adalid oggi si sono trasformati in un simbolo di accordo e armonia tra Oriente e Occidente, tra le religioni, razze e popoli che formano l'umanità, poiché la sua ideologia si basa sulla credenza che qualsiasi cultura necessiti un insieme di molte influenze diverse. Specialmente in un mondo spezzato dall'intolleranza e il fanatismo.

## Opere
- Jesús Sánchez Adalid (2016). En Tiempos del Papa Sirio. Ediciones B. ISBN 978-84-666-5880-5.
- Jesús Sánchez Adalid (2015). La Mediadora. Ediciones Martínez Roca. ISBN 978-84-270-4161-5.
- Jesús Sánchez Adalid (2014). Y de repente, Teresa. Ediciones B. ISBN 978-84-666-5496-8.
- Jesús Sánchez Adalid (2014). Treinta Doblones de oro. Ediciones B. ISBN 978-84-666-5404-3.
- Jesús Sánchez Adalid (2013). El Camino Mozárabe. Ediciones Martínez Roca. ISBN 978-84-270-3945-2.
- Jesús Sánchez Adalid (2012). Alcazaba. Ediciones Martínez Roca. ISBN 978-84-2702-520-2.
- Jesús Sánchez Adalid (2011). Galeón. Biblioteca Nueva. ISBN 978-84-9970-038-0.
- Jesús Sánchez Adalid (2010). Los milagros del vino. Planeta. ISBN 978-84-08-09329-9.
- Jesús Sánchez Adalid (2008). El caballero de Alcántara. Ediciones B. ISBN 978-84-666-3187-7.
- Jesús Sánchez Adalid (2007). El alma de la ciudad. Editorial Planeta. ISBN 978-84-08-07295-9.
- Jesús Sánchez Adalid (2006). En compañía del sol. Ediciones Temas de Hoy. ISBN 978-84-8460-523-2.
- Jesús Sánchez Adalid (2005). La sublime puerta. Zeta Bolsillo. ISBN 978-84-96546-77-6.
- Jesús Sánchez Adalid (2004). El cautivo. Ediciones B. ISBN 978-84-666-1928-8.
- Jesús Sánchez Adalid (2003). La tierra sin mal. Zeta Bolsillo. ISBN 978-84-96546-60-8.
- Jesús Sánchez Adalid (2002). Félix de Lusitania. Zeta Bolsillo. ISBN 978-84-96546-74-5.
- Jesús Sánchez Adalid (2001). El mozárabe. Zeta Bolsillo. ISBN 978-84-96546-28-8.

## Premi
- Premio Fernando Lara de Novela 2007 per El alma de la ciudad[1]
- Medalla de Extremadura (2009)
- Premio Grada de Cultura 2011.
- Premio de Novela Histórica Alfonso X El Sabio 2012 per Alcazaba
- Premio Internacional de Novela Histórica de Zaragoza 2013, per la qualità del suo lavoro nell'insieme.
- Premio Dialogo de Culturas 2013.
- Premio Hispanidad 2013.
- Premio Troa Libros con Valores 2014.
- Premio Abogados de Novela 2015.